# Nubia Technology
Nubia Technology es un fabricante chino de teléfonos inteligentes con sede en  Shenzhen, Guangdong. Originalmente empezó como filial poseída completamente por ZTE en 2012,  devino una compañía independiente  en 2015 y recibió una inversión significativa de Suning Grupo de Holdings y Suning Grupo de Comercio en 2016. ZTE redujo su participación en Nubia al 49,9% en 2017, oficialmente significando que Nubia ya no era considerada una filial de la compañía, sino una compañía asociada.
En febrero de 2016, Nubia fue patrocinadora  de Jiangsu Suning F.C. por CN¥150 million.
En 2017, China Daily informó que Nubia construiría una fábrica en Nanchang, Provincia de Jiangxi.